# Nyberg & Törnblom
Nyberg & Törnblom var ett pratprogram som sändes på TV3 under 2007. Programledare var Renée Nyberg och Mia Törnblom.